# Donauwörth

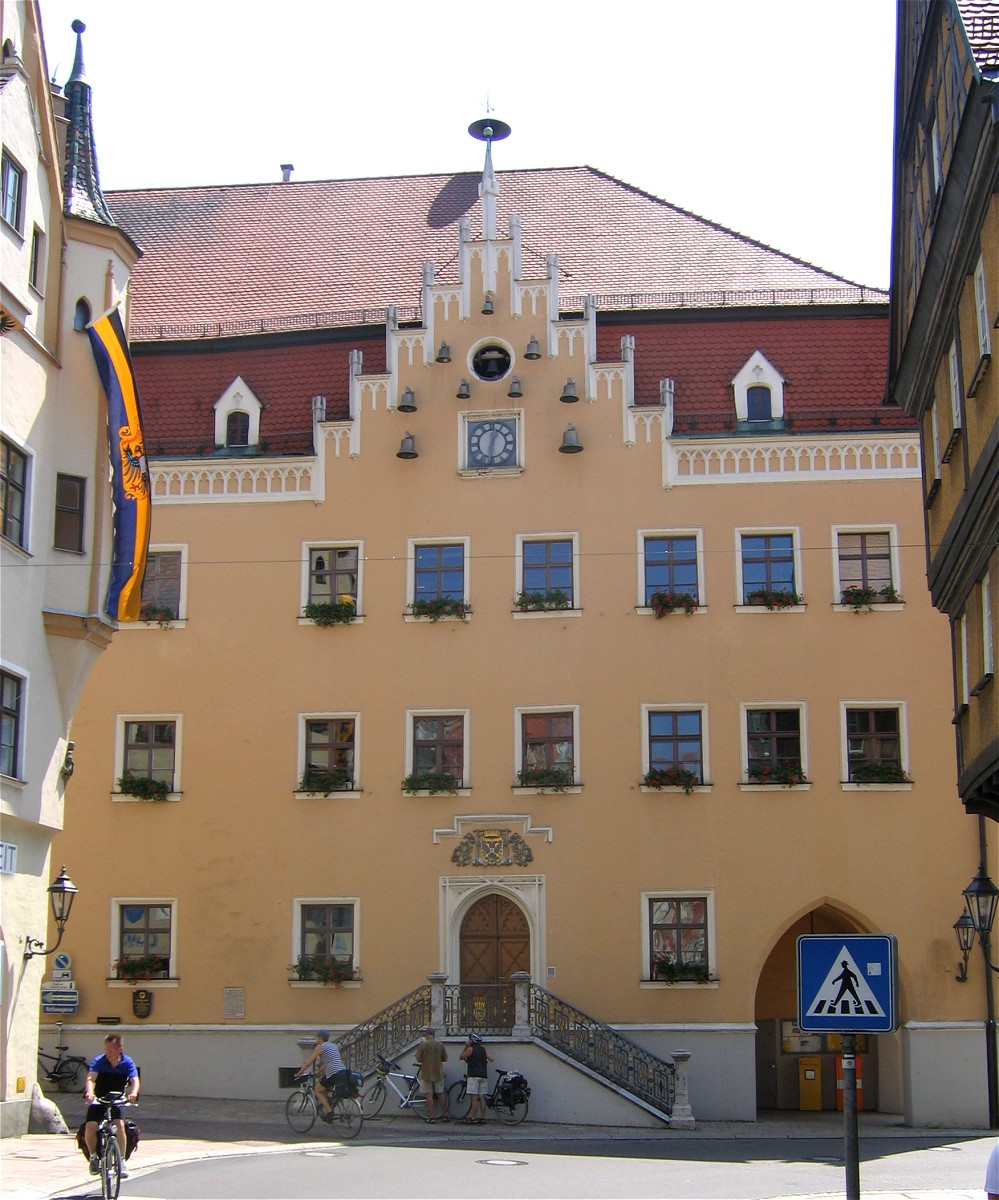
Donauwörth
(Primăria)

Donauwörth este un oraș din districtul Donau-Ries, regiunea administrativă Șvabia, landul Bavaria, Germania.